# HOME COMING (PERSONZのアルバム)
『HOME COMING』（ホーム・カミング）は、日本のロックバンド、PERSONZの14枚目のオリジナルアルバムである。今作よりギタリスト本田毅がサポートとして復帰。

## 収録曲
1. SINGIN'
　（作詞：JILL / 作曲：渡邉貢）
2. SPEEDSTER
　（作詞：JILL / 作曲：渡邉貢）
3. FREE YOURSELF
　（作詞：JILL / 作曲：渡邉貢）
4. JUSTIFY
　（作詞：JILL / 作曲：渡邉貢）
5. BABY IT'S YOU
　（作詞：JILL / 作曲：渡邉貢）
6. 空に架ける橋
　（作詞：JILL / 作曲：渡邉貢）
7. MISSING
　（作詞：JILL / 作曲：渡邉貢）
8. BORDER LINE
　（作詞：JILL / 作曲：渡邉貢）
9. RUN! RUN! RUN!
　（作詞：JILL / 作曲：渡邉貢）
10. HOME COMING
　（作詞：JILL / 作曲：渡邉貢）

## 参加ミュージシャン
- 本田毅（from GITANE） - ギター

## 品番
- CD: TOCT-24871